# 光榮牌 (品牌)

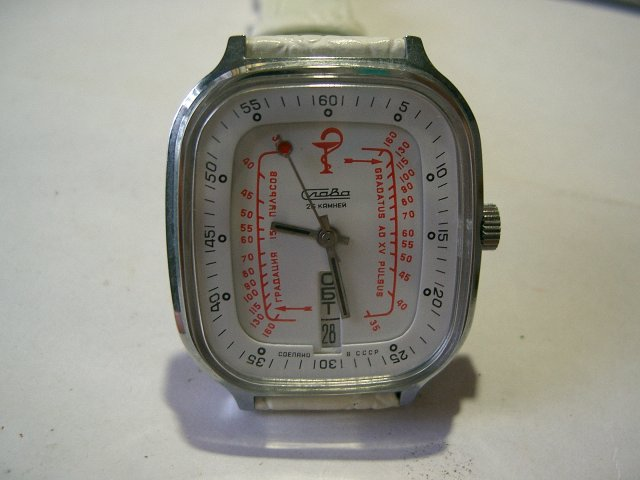
光榮牌醫生錶，可計算脈搏次數。

光榮牌（俄語: Cлава，英語:Slava）是俄羅斯的手錶品牌，現在主要是生產較為廉價的民用手錶和坐檯鐘。光榮鐘錶廠(原為莫斯科第二鐘錶廠)是蘇聯第二所製造非軍錶類手錶的工廠，因此光榮牌的錶款都較為偏向民用，沒有軍隊的標誌。
光榮鐘錶廠除了生產手動及自動機械錶以外，在蘇聯時代還有生產過自行研發的石英錶。不過現在光榮鐘錶廠已經不自行生產石英機芯，而改以使用日本的機芯。
於2006年1月，光榮鐘錶廠將其位於莫斯科市中心的工廠出售，不過光榮鐘錶廠仍有繼續生產鐘錶。除了使用自行生產的機芯外，也有使用中國海鷗的機芯。
光榮鐘錶廠本是一所有能力製造精密鐘錶廠商，早期曾經生產計時碼錶，而雙追針碼錶亦是有名的產品。
有傳俄羅斯自由民主黨黨魁弗拉基米爾·日里諾夫斯基所佩帶的也是光榮牌的手錶。

## 機芯編號
- 2409
- 2414
- 2416
- 2427
- 2428

## 外部連結
莫斯科第二手表厂網站(俄語)（页面存档备份，存于）
荣誉牌手表厂家官方网站 （中文）（页面存档备份，存于）